# فن خارجي

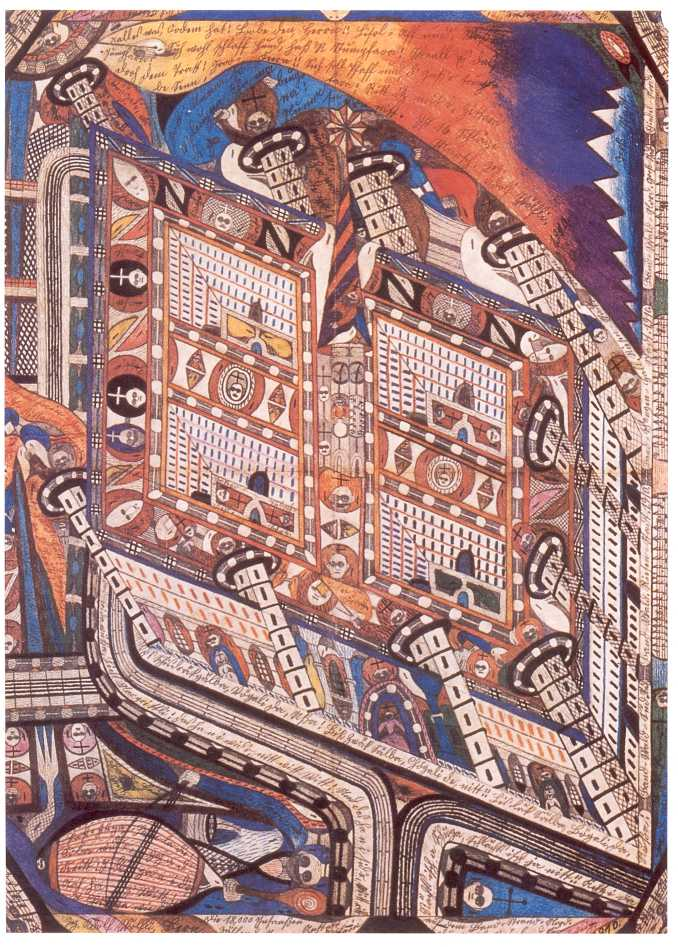
Adolf Wölfli's Irren-Anstalt Band-Hain, 1910

الفن الخارجي هو فن من قبل صناع الفن العصاميين أو السذج. عادة، أولئك الذين يوصفون بالفنانين الخارجيين لديهم اتصال قليل أو معدوم مع عالم الفن السائد أو المؤسسات الفنية. في كثير من الحالات، يتم اكتشاف عملهم فقط بعد وفاتهم. غالبًا ما يوضح الفن الخارجي الحالات العقلية المتطرفة أو الأفكار غير التقليدية أو العوالم الخيالية المتقنة.
تم صياغة مصطلح الفن الخارجي من قبل الناقد الفني روجر كاردينال في عام 1972 كمرادف إنجليزي للفن الوحشي (بالفرنسية: [aʁ bʁyt] ، «الفن الخام» أو «الفن الخشن»)، وهي علامة أنشأها الفنان الفرنسي جان دوبوفيه لوصف الفن تم إنشاؤها خارج حدود الثقافة الرسمية؛ ركز دوبوفيت بشكل خاص على الفن من قبل أولئك الذين هم خارج المشهد الفني الراس، باستخدام أمثلة مرضى المستشفيات النفسية والأطفال.
برز الفن الخارجي كفئة تسويق فن ناجحة؛ يقام معرض Outsider Art السنوي في نيويورك منذ عام 1993، وهناك ما لا يقل عن مجلتين يتم نشرهما بانتظام مخصصان لهذا الموضوع. يساء استخدام المصطلح أحيانًا على أنه ملصق تسويقي شامل للفن تم إنشاؤه من قبل أشخاص خارج «عالم الفن» أو «نظام معرض الفنون»، بغض النظر عن ظروفهم أو محتوى عملهم. المصطلح الأكثر تحديدا، «الموسيقى الخارجية»، تم تكييفه لاحقا للموسيقيين.